# واتچت
latitudeواتچتlongitudeواتچت
واتچت (به انگلیسی: Watchet) یک شهرک در بریتانیا است که در انگلستان واقع شده‌است.

## خصوصیات
واتچت ۳٬۷۸۵ نفر جمعیت دارد.